# Goeppertia widgrenii
Goeppertia widgrenii é uma espécie de  planta do gênero Goeppertia e da família Marantaceae. 

## Taxonomia
A espécie foi descrita em 2012 por Stella Suárez e Finn Borchsenius. 
Os seguintes sinônimos já foram catalogados:  
- Calathea widgrenii  Körn.
- Calathea hirta  Ravenna
- Calathea taeniosa  Joriss.
- Goeppertia hirta  (Ravenna) Borchs. & S.Suárez
- Goeppertia taeniosa  (Joriss.) Borchs. & S.Suárez
- Phyllodes taeniosa  (Joriss.) Kuntze
- Phyllodes widgrenii  (Körn.) Kuntze

## Forma de vida
É uma espécie terrícola e herbácea. 

## Descrição
Ervas, 0,3-0,5m
altura. Lâmina foliar ornamentada ou não, face adaxial verde ou verde com bandas argênteas, face abaxial verde ou vinácea. Brácteas marrons, cálice e corola alvos ou amarelo-claros.  

## Conservação
A espécie faz parte da Lista Vermelha das espécies ameaçadas do estado do Espírito Santo, no sudeste do Brasil. A lista foi publicada em 13 de junho de 2005 por intermédio do decreto estadual nº 1.499-R. 

## Distribuição
A espécie é endêmica do Brasil e encontrada nos estados brasileiros de Alagoas, Bahia, Espírito Santo, Minas Gerais, Pernambuco e Rio de Janeiro. 
A espécie é encontrada no domínio fitogeográfico de Mata Atlântica, em regiões com vegetação de .